# Вероніка Єрусалимська
Вероні́ка або Вероніка Єрусалимська — християнська свята, благочестива юдейка, яка супроводжувала Христа на його шляху на Голгофу і дала йому лляну хустку, щоб він міг витерти з обличчя кров і піт, після чого лик Ісуса закарбувався на хустці. 

## Життєпис

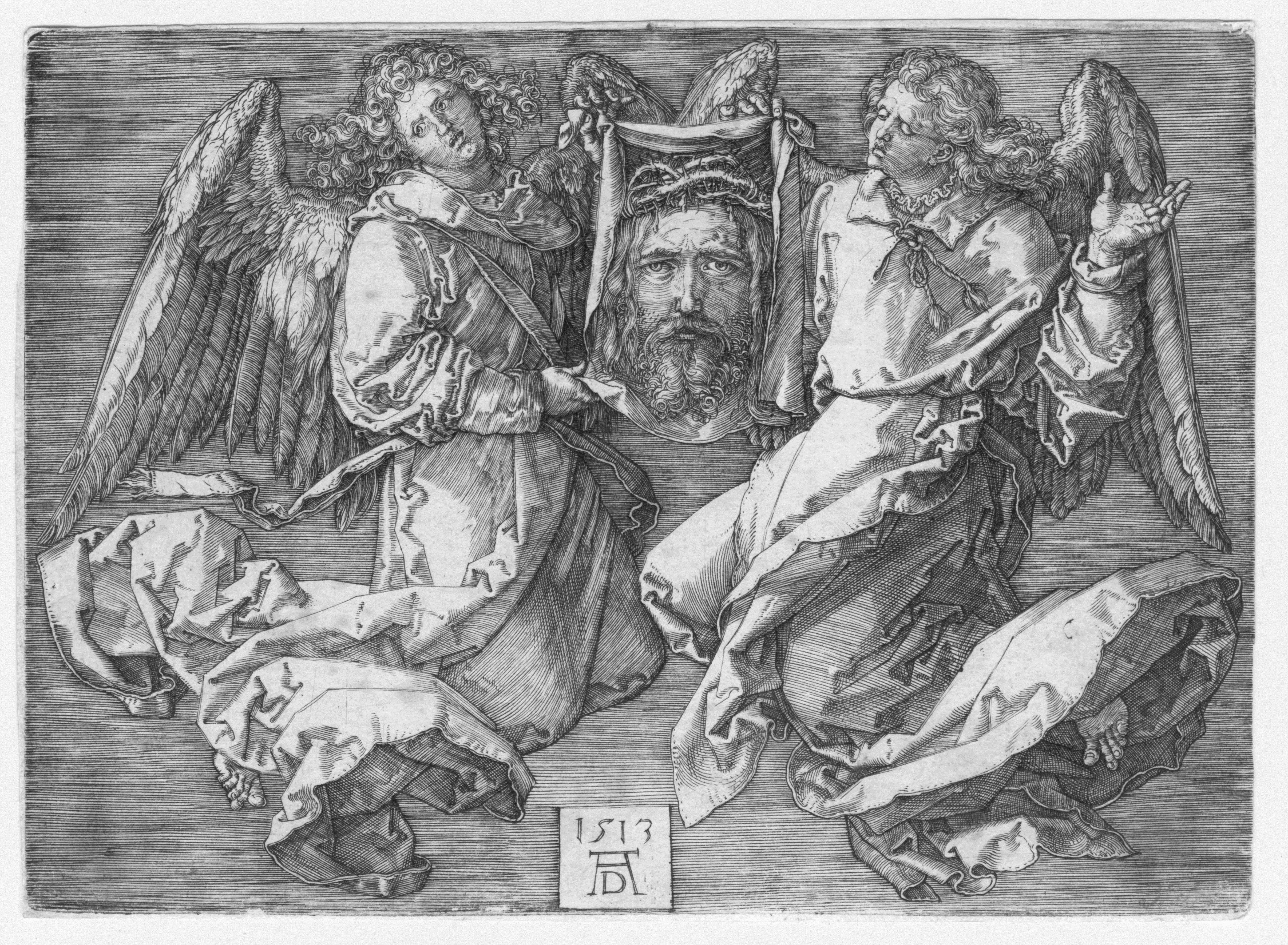
Вероніка. Гравюра А.Дюрера

Вперше розповідь про Вероніку з'являється в апокрифічних Діяннях Пілата, що відносяться до IV або V століть.
Милосердний вчинок Вероніки згадується під час шостої стації на Хресній дорозі:
|  | Любов і спочуття до Ісуса перемагає страху у св. Вероніки: приступає до нього й хустиною обтирає спечене й закривавлене Його лице. За це Ісус щедро нагородив її: на хустині відбилося Його найсвятіше обличчя. |

В одкровеніях Анни Катаріни Еммерік читаємо:
|  | Симон пройшов десь двісті кроків за Спасителем. Тоді висока жінка, шляхетної зовнішності, тримаючи маленьку дівчинку за руку, вийшла з гарного будинку, який стояв з лівого боку вулиці та з гідністю увійшла в процесію. Жінку звали Серафією, вона була дружиною Сіраха, члена синедріону. За свою відданість Спасителю вона потім отримала ім'я Вероніка (від слова «істинна»). (…) Ті, хто йшов на чолі процесії, намагались її відтіснити. Але її любов, прагнення заспокоїти Божественного Учителя дали їй надзвичайну силу: вона відштовхнула воїнів та катів, стала на коліна перед Спасителем, подала Йому хустку, розгладжуючи один кінець, і промовила: «Дозволь мені витерти Обличчя мого Господа». Спаситель узяв лівою рукою хустку і приклав до Свого закривавленого Обличчя, потім повернув хустину благочестивій жінці і подякував їй. Серафія з трепетом поцілувала її, заховала під покривало біля серця і підвелася з колін. (…) Перед нею лежала Хустина, і на ній проступало скорботне, страшне в своєму стражданні і справжнє криваве зображення Обличчя Спасителя! Коли жінка прийшла до тями і побачила Хустину, вона засмутилася і зраділа водночас. Вероніка стала перед Хустиною на коліна і промовила: «Тепер я можу відмовитись від усіх благ світу, бо Господь мій залишив мені дорогоцінний доказ Своєї благодаті та любові!» |

«Хустка Вероніки», що вважається справжньою, зберігається в Базиліці св. Петра в Римі. Існує ряд переказів, покликаних надати образу св. Вероніки історичні риси. За однією з легенд, згодом вона проповідувала християнство на півдні Галлії. В інших легендах її називають грецькою царівною або ототожнюють з Мартою, сестрою Лазаря. В Італії існувала легенда, згідно з якою вона зцілила імператора Тиберія за допомогою своєї хустки з нерукотворним образом Спасителя. Припускають, що ім'я Вероніки походить лат. vera icon («справжній образ») — так називали «хустку Вероніки», відрізняючи її від інших образів Христа.
Свята Вероніка — покровителька фотографів.

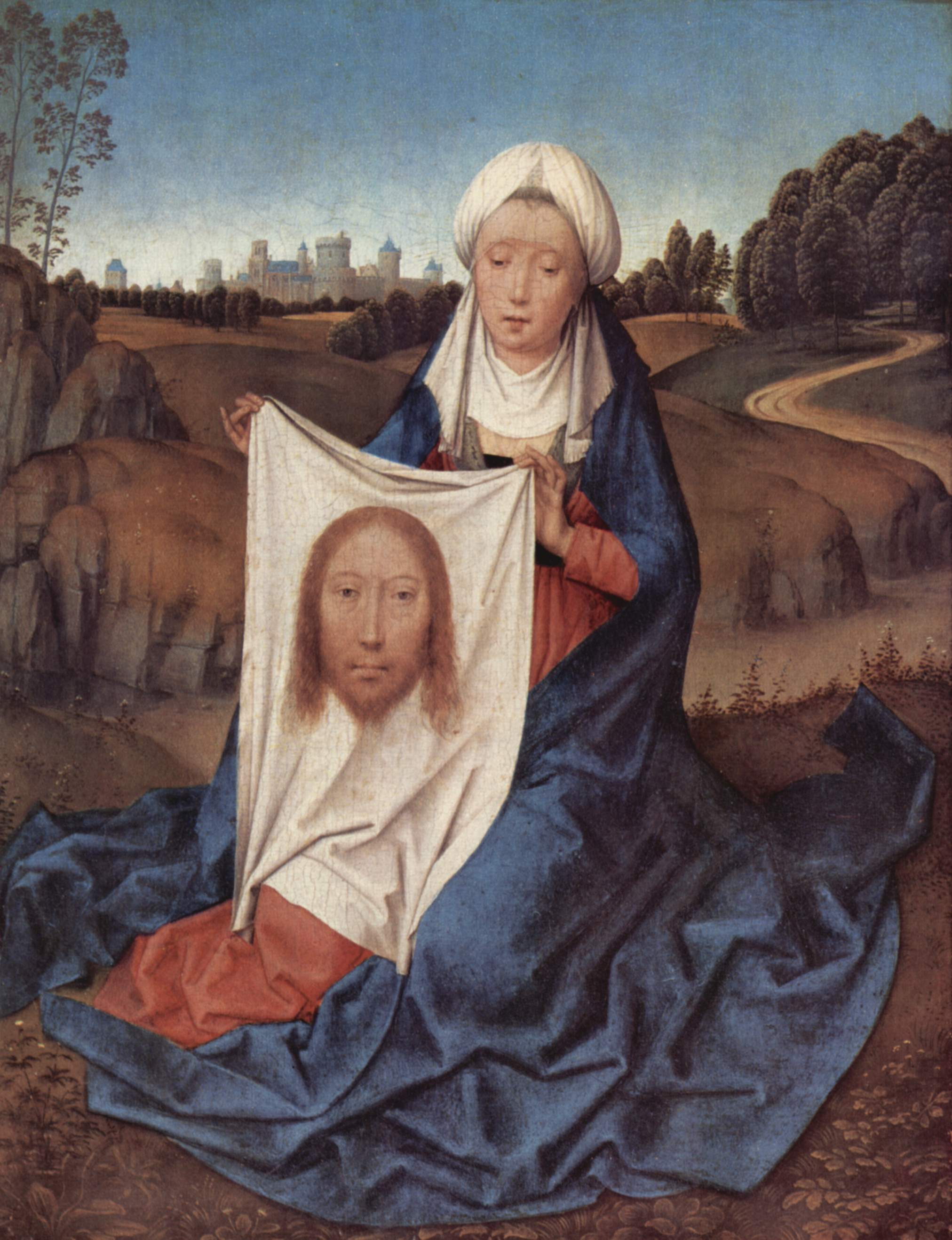
Ганс Мемлінг. Хустка Вероніки
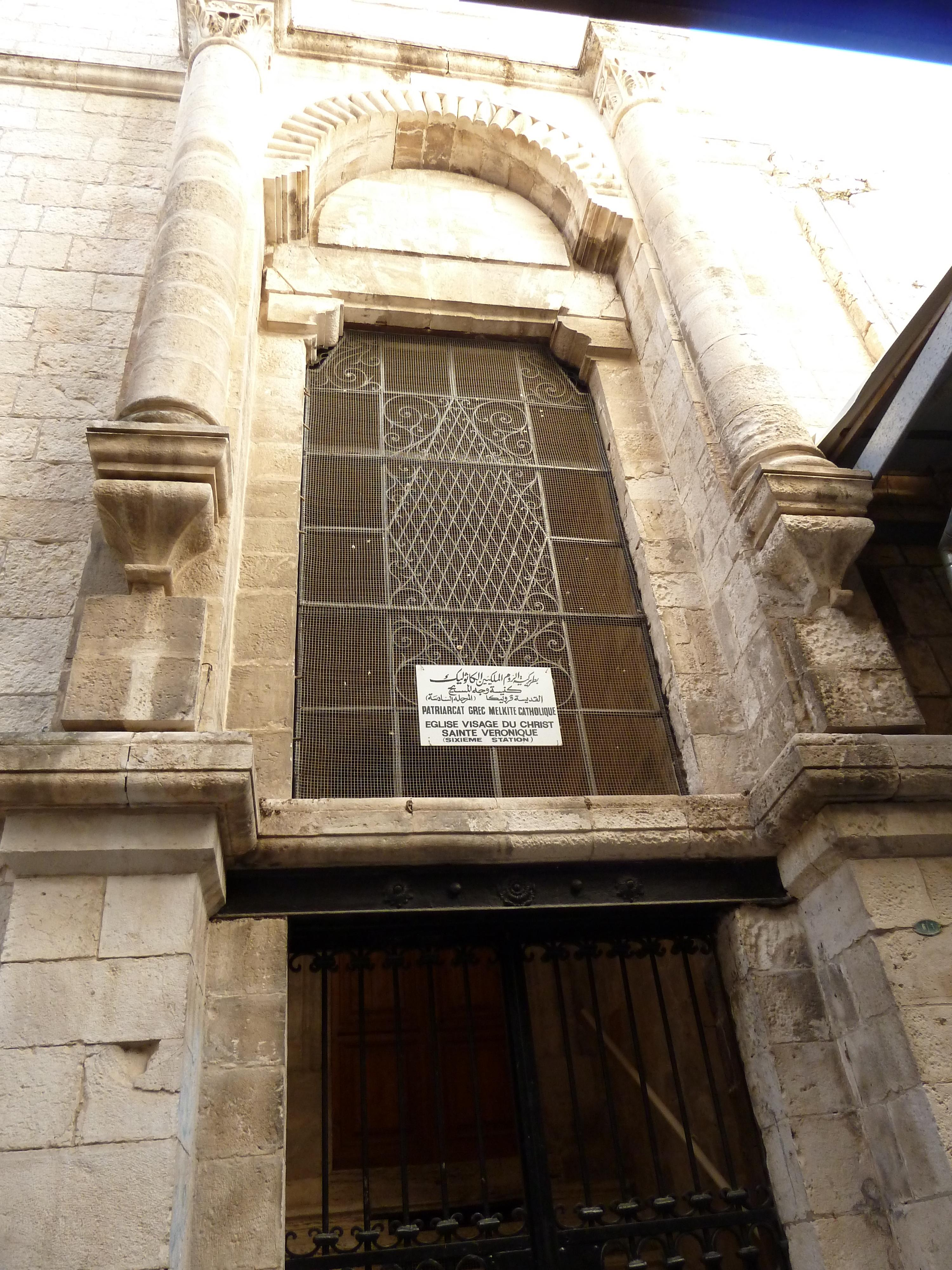
Старий Єрусалим. Хресна дорога. Подія Шоста. Церква Лику Христового
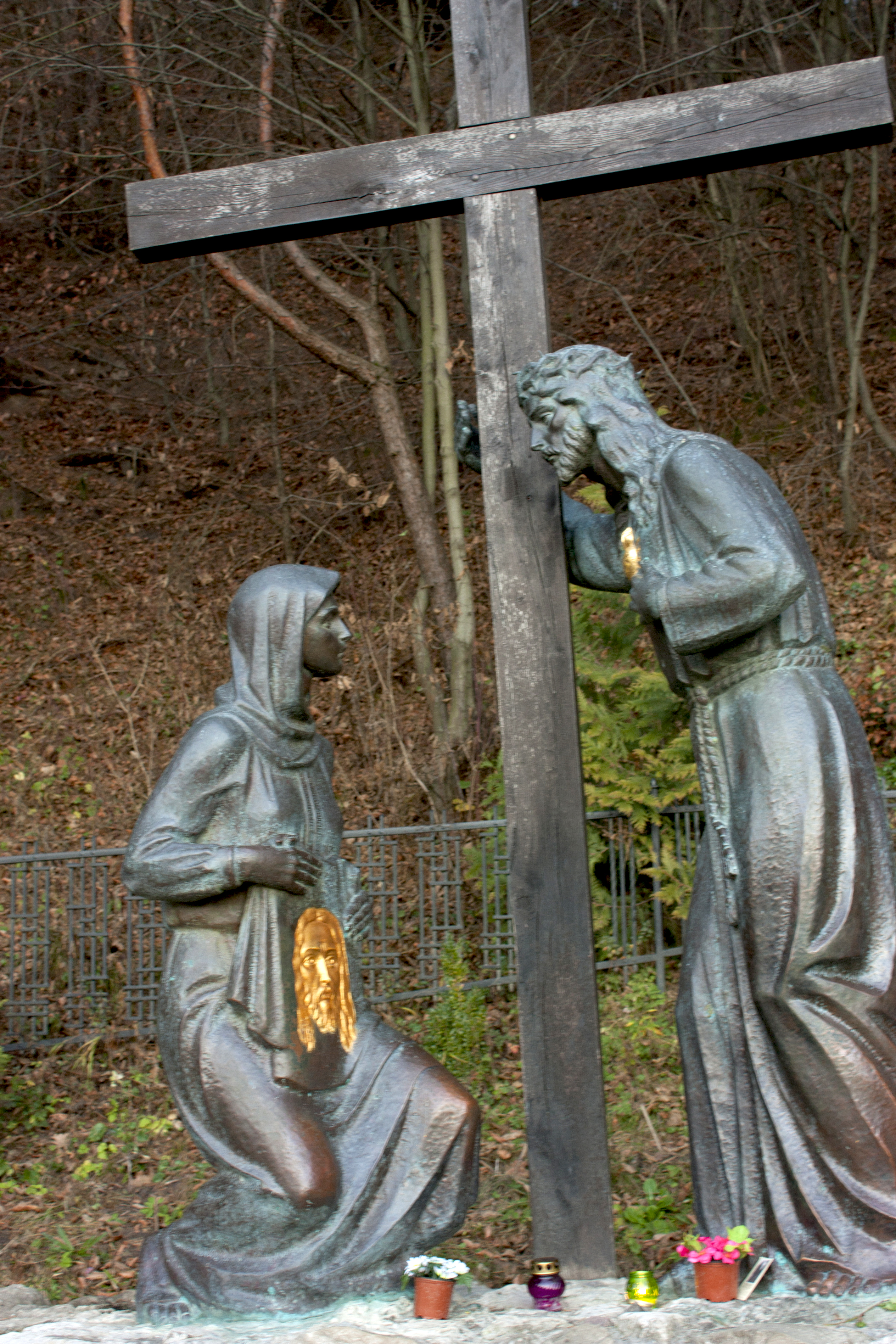
Хресна Дорога. VI стація. с. Страдч, Львівської обл.